# Свята Німеччини
Свята Німеччини — Згідно з німецьким законодавством оголошення вихідних днів входить до компетенції федеральних земель. Винятком є День національної єдності, який припадає на 3 жовтня і встановлений державним договором. Всі інші дні встановлюються місцевим земельним урядом. Окрім Дня національної єдності в Німеччині є ще вісім свят, що відзначаються в усіх 16 землях. В доповнення до цих загальних свят, в одинадцяти землях встановлені додаткові свята.

## Святкові дні
Святкові дні Німеччини, що встановлені та відзначаються з 3 жовтня 1990 (Об'єднання Німеччини).
| Назва свята                    | Дата                             | BW | BY | BE | BB | HB | HH | HE | MV | NI | NW | RP | SL | SN | ST | SH | TH |
| ------------------------------ | -------------------------------- | -- | -- | -- | -- | -- | -- | -- | -- | -- | -- | -- | -- | -- | -- | -- | -- |
| Новий рік                      | 1 січня                          | •  | •  | •  | •  | •  | •  | •  | •  | •  | •  | •  | •  | •  | •  | •  | •  |
| Богоявлення                    | 6 січня                          | •  | •  |    |    |    |    |    |    |    |    |    |    |    | •  |    |    |
| Міжнародний жіночий день       | 8 березня                        |    |    | •  |    |    |    |    |    |    |    |    |    |    |    |    |    |
| Великий четвер                 | Великдень − 3 дні                | 1* |    |    |    |    |    |    |    |    |    |    |    |    |    |    |    |
| Велика п'ятниця                | Великдень − 2 дні                | •  | •  | •  | •  | •  | •  | •  | •  | •  | •  | •  | •  | •  | •  | •  | •  |
| Великдень                      | Великдень‚ 2 неділя Квітня       |    |    |    | •  |    |    |    |    |    |    |    |    |    |    |    |    |
| Поливаний понеділок            | Великдень + 1 день               | •  | •  | •  | •  | •  | •  | •  | •  | •  | •  | •  | •  | •  | •  | •  | •  |
| Свято весни та праці           | 1 травня                         | •  | •  | •  | •  | •  | •  | •  | •  | •  | •  | •  | •  | •  | •  | •  | •  |
| Вознесіння Господнє            | Великдень + 39 днів              | •  | •  | •  | •  | •  | •  | •  | •  | •  | •  | •  | •  | •  | •  | •  | •  |
| День Святої Трійці             | Великдень + 50 днів              | •  | •  | •  | •  | •  | •  | •  | •  | •  | •  | •  | •  | •  | •  | •  | •  |
| Свято Тіла і Крові Христових   | Великдень + 60 днів              | •  | •  |    |    |    |    | •  |    |    | •  | •  | •  | 2* |    |    | 3* |
| Кінець Тридцятилітньої війни   | 8 серпня                         |    | 4* |    |    |    |    |    |    |    |    |    |    |    |    |    |    |
| Вознесіння Богоматері          | 15 серпня                        |    | 5* |    |    |    |    |    |    |    |    |    | •  |    |    |    |    |
| День німецької єдності         | 3 жовтня 6*                      | •  | •  | •  | •  | •  | •  | •  | •  | •  | •  | •  | •  | •  | •  | •  | •  |
| День Реформації                | 31 жовтня                        | 1* |    |    | •  |    |    |    | •  |    |    |    |    | •  | •  |    | •  |
| День усіх святих               | 1 листопада                      | •  | •  |    |    |    |    |    |    |    | •  | •  | •  |    |    |    |    |
| День покаяння і молитви 7*     | Середа, напередодні 23 листопада |    | 8* |    |    |    |    |    |    |    |    |    |    | •  |    |    |    |
| 1-й день Різдва                | 25 грудня                        | •  | •  | •  | •  | •  | •  | •  | •  | •  | •  | •  | •  | •  | •  | •  | •  |
| 2-й день Різдва                | 26 грудня                        | •  | •  | •  | •  | •  | •  | •  | •  | •  | •  | •  | •  | •  | •  | •  | •  |
| Загальна кількість             |                                  | 12 | 13 | 9  | 10 | 9  | 9  | 10 | 10 | 9  | 11 | 11 | 12 | 11 | 11 | 9  | 10 |
| Загальна кількість вихідних 19 |                                  |    |    |    |    |    |    |    |    |    |    |    |    |    |    |    |    |

1* Згідно з параграфом 4 абзацу 3 Баден-Вюртембергського Закону про свята школярі звільнені від навчання у Великий четвер і в День реформації. Як правило, міністерство культури призначає канікули так, щоб ці свята входили в великодні та осінні канікули.
2* Свято Тіла і Крові Христових є офіційним вихідним тільки в ряді громад в районі проживання лужичан: Баутцен (тільки в районах Болбрітц і Сальценфорст), Кроствіц, Геда (тільки в район Прішвіц), Гросдубрау (тільки в здираючи), Гоєрсверда (тільки в Дёргенхаузене), Кенігсварта (крім Варти), Небельшюц, Нешвіц (тільки в Нешвіц і Сарич), Паншвіц-Кукау, Пушвіц, Рекельвіц, Радібор, Ральбіц-Розенталь і Віттіхенау. Вихідні поширюються на осіб, які працюють в даних комунах. Якщо вони живуть в зазначених комунах, а працюють в інших, то вихідний на них не поширюється.
Підстави — § 1 абз. 1 Закону про свята Саксонії.
3* Свято Тіла і Крові Христових є офіційним вихідним тільки в Айхсфельді (86 громад) і в наступних громадах Унструт-Гайніх і Вартбурга: Анроде (тільки в Бікенріде і Целле), Бруннгартсгаузен (тільки в Фёльрітце і Стайнберг), Буттлар, Дюнвальд (тільки в Беберштедте і Хюпштедте), Гайза, Хайероде, Хільдебрандсхаузен, Катаріненберг, Ленгенфельд-унтерм-Штайн, Родеберг (тільки в Струте), Шляйден і Целла/Рен.
Підстави § 2 абз. 2 і § 10 абз. 1 Закону про свята Тюрингії.
4* Аугсбургський фестиваль є державним святом тільки в межах міста Аугсбург (не поширюється, при цьому, на весь округ). Це єдине свято в світі, яке обмежене тільки межами міста, але незважаючи на це воно захищене законом країни (§ 1 абз. 2 Закону про свята Баварії).
5* Вознесіння Богоматері відзначається в 1700 громадах з переважно католицьким населенням. Решта, 356 громад, не відзначають цей день як святковий. Згідно 1 статті 3 абзацу Баварського закону про свята завдання Баварського земельного відомства за статистикою і обробці даних — встановлювати, в яких громадах Вознесіння Богоматері є святом. Поточний статус заснований на зборі даних 1987 року. У всіх без винятку громадах Баварії на Вознесіння Богоматері закриті школи.
6* У старих землях до 1990 року День німецької єдності відзначався щорічно 17 червня в пам'ять про події 1953 року. З вступом чинності 29 вересня 1990 року договору про об'єднання Німеччини дата свята була перенесена на 3 жовтня.
7* День покаяння і молитви, який раніше був неробочим днем по всій країні, з 1995 є таким тільки в Саксонії. Його вартість покривають одні лише наймані працівники, які сплачують в порівнянні з іншими федеральними землями вищий відсоток страховки по догляду (Pflegeversicherung). Однак оскільки він і в інших федеральних землях вважається важливим святом протестантської церкви, він знаходиться під особливим захистом закону. Роботодавець не має права відмовляти найманому робітникові у відпустці за свій рахунок в цей день, не маючи на те вагомих причин.
8* Згідно зі статтею 4 абзацу 3 Баварського закону про свята у всіх школах в День покаяння і молитви немає занять.